# Eurya

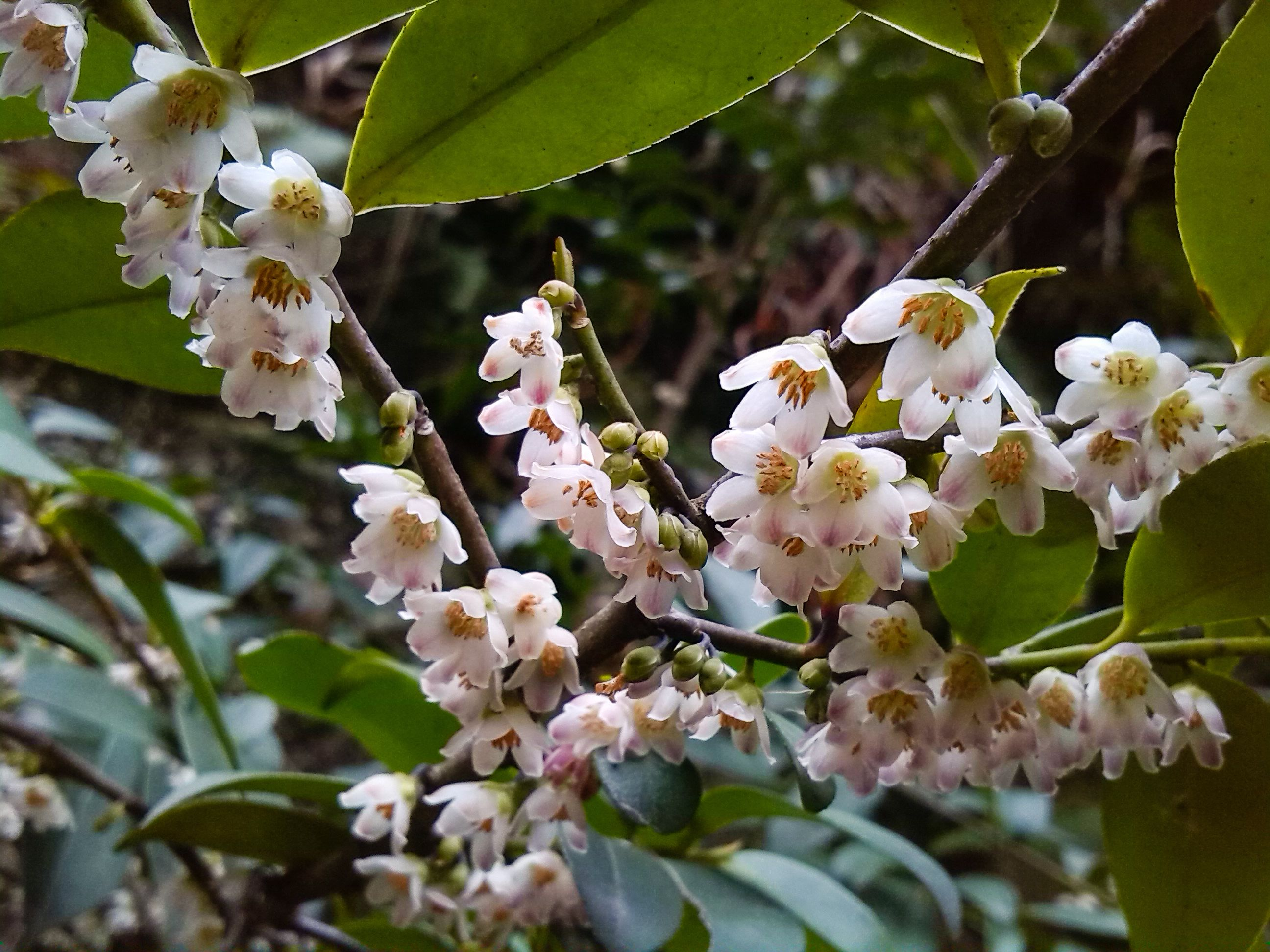
Eurya muricata

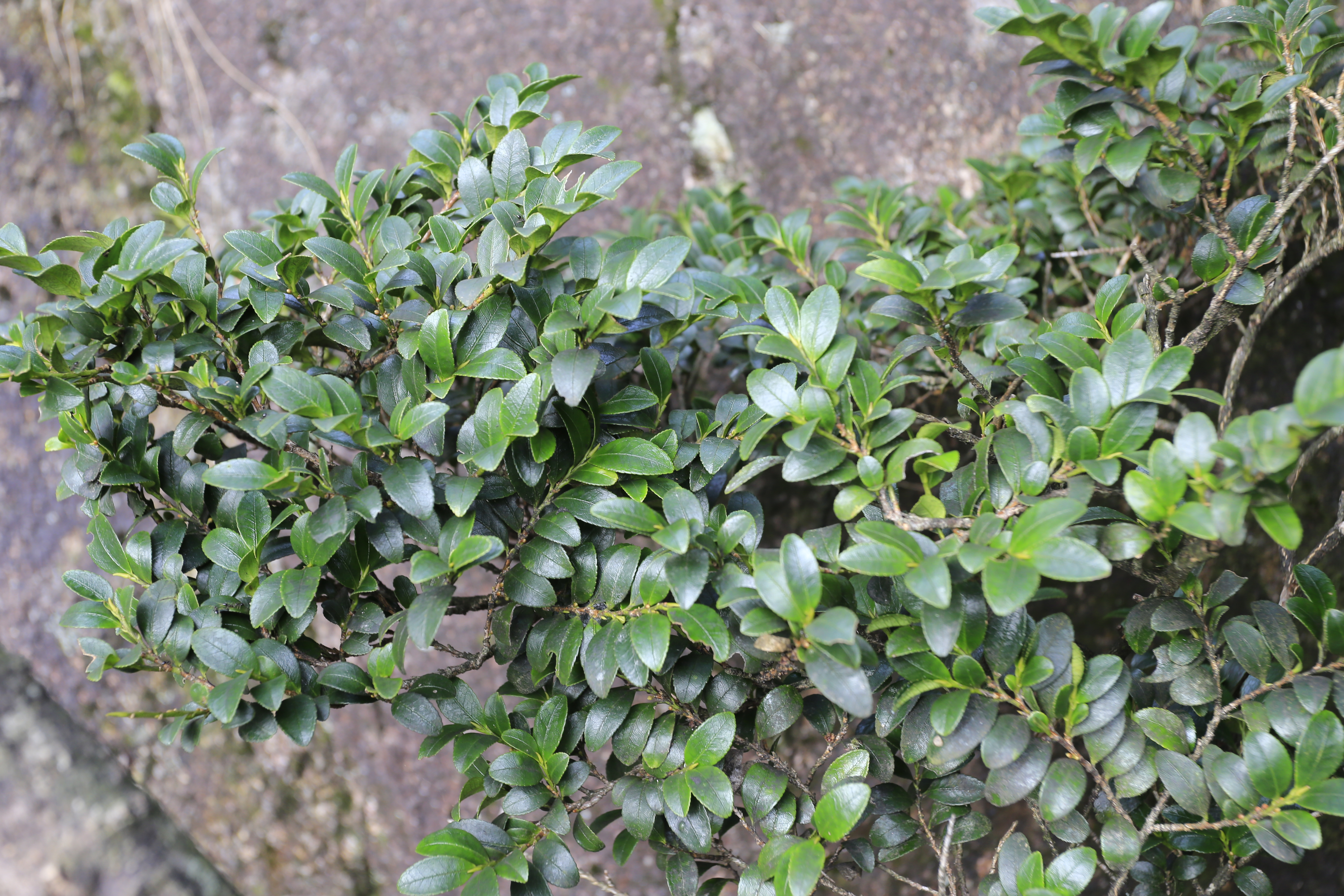
Eurya saxicola

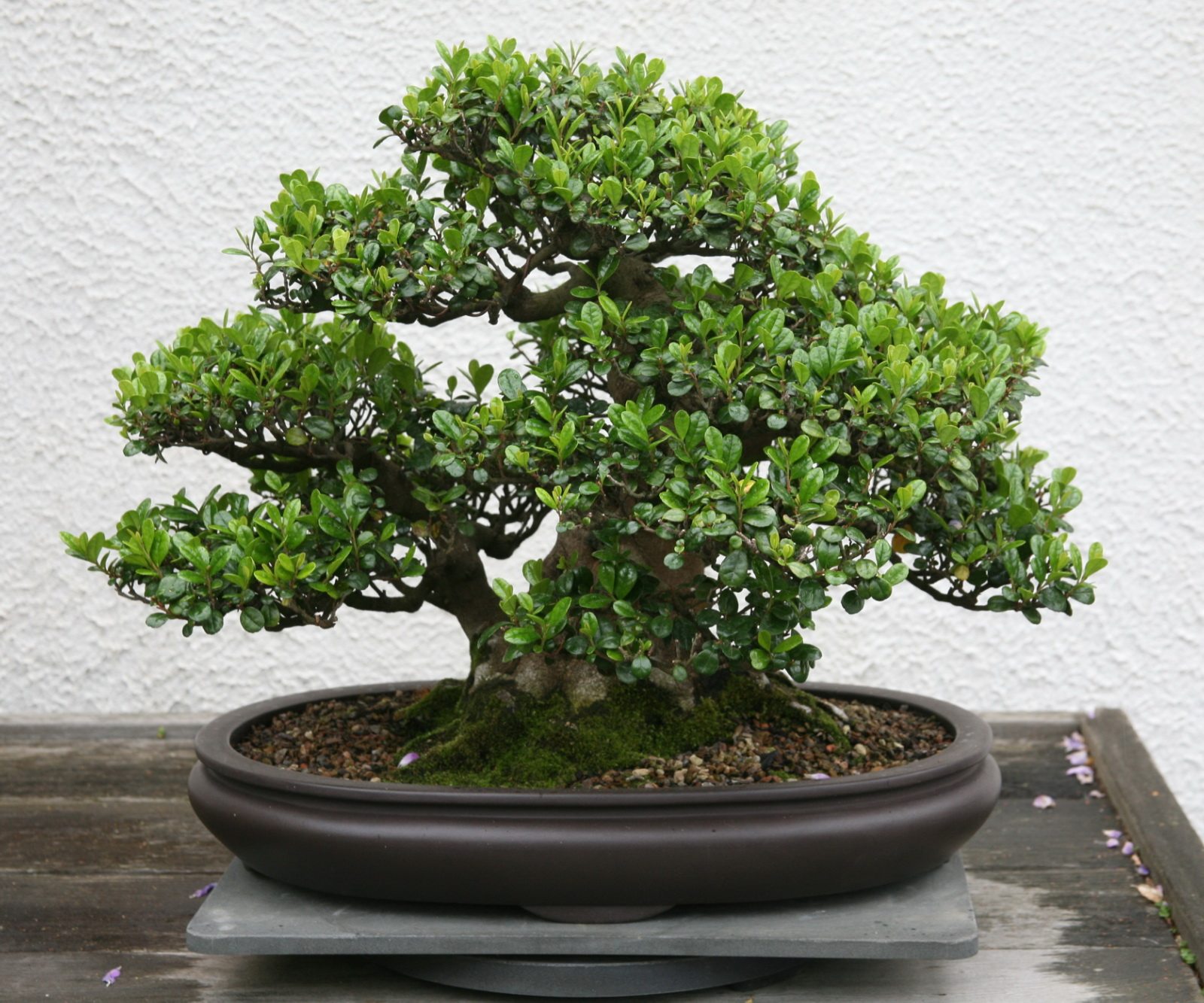
Eurya emarginata jako bonsai

Eurya – rodzaj roślin z rodziny Pentaphylacaceae. Obejmuje 155 gatunków. Rośliny te występują w Azji wschodniej i południowo-wschodniej oraz na wyspach Oceanii – od Sri Lanki i Himalajów, poprzez Chiny po Japonię, Hawaje, Fidżi i Nową Gwineę. Największe zróżnicowanie jest w Chinach, gdzie rosną 83 gatunki, z czego 63 jako endemity. Rosną w lasach, często na terenach skalistych. Eurya acuminata jest bioakumulatorem glinu. Kwiaty zapylane są przez owady.
Niektóre gatunki uprawiane są jako ozdobne. Gatunki drzewiaste wykorzystywane są lokalnie jako źródło surowca drzewnego.

## Morfologia
PokrójKrzewy i drzewa zwykle osiągające do 10 m wysokości, rzadziej większe. Pędy roczne obłe, czasem z dwiema lub czterema krawędziami.
LiścieZimozielone, skórzaste, skrętoległe, ułożone na pędach dwurzędowo. Blaszka zwykle piłkowana na brzegu, na szczycie często zaokrąglona.
KwiatyJednopłciowe (rośliny są dwupienne). Wyrastają pojedynczo lub zebrane po kilka w kątach liści na krótkich szypułkach, zwykle w dużych ilościach wzdłuż pędów. Na szypułkach, tuż pod kwiatem, obecne są dwa skrętoległe, drobne i trwałe podkwiatki. Działki kielicha w liczbie 5 są nierównej wielkości. Także płatki występują w liczbie 5, mają barwę białą lub żółtawą, w dole są zrośnięte i tworzą drobną koronę w kształcie kubeczka lub dzwoneczka. W kwiatach męskich znajduje się 5 do 35 pręcików w jednym okółku, z nagimi nitkami. Zalążnia jest płonna, ale zwykle dość okazała. W kwiatach żeńskich pręcików brak lub wykształcone jako płonne prątniczki. Zalążnia jest górna, 2- do 5-komorowa, z licznymi zalążkami w komorach. Szyjki słupka 2–5, wolne lub zrośnięte w różnym stopniu.
OwoceCzerniejące w miarę dojrzewania jagody, kuliste do elipsoidalnych. Zawierają od 2 do 60 nasion. Nasiona są błyszczące, czarne, kulistawe.

## Systematyka
Pozycja systematyczna
W systemie APG IV z 2016 i według Angiosperm Phylogeny Website jest to rodzaj z rodziny Pentaphylacaceae należącej do rzędu wrzosowców (Ericales). W innych ujęciach włączany bywał do herbatowatych Theaceae i Ternstroemiaceae.
Wykaz gatunków
- Eurya acromonodontus W.R.Barker
- Eurya acuminata DC.
- Eurya acuminatissima Merr. & Chun
- Eurya acuminoides P.T.Li
- Eurya acutisepala Hu & L.K.Ling
- Eurya alata Kobuski
- Eurya albiflora C.T.White & W.D.Francis
- Eurya amplexicaulis S.Moore
- Eurya amplexifolia Dunn
- Eurya arunachalensis A.S.Chauhan
- Eurya asterica W.R.Barker
- Eurya auriformis Hung T.Chang
- Eurya bifidostyla K.M.Feng & P.Y.Mao
- Eurya boninensis Koidz.
- Eurya brassii Kobuski
- Eurya brevistyla Kobuski
- Eurya buxifolia Merr.
- Eurya calotricha W.R.Barker
- Eurya castaneifolia Vesque
- Eurya cavinervis Vesque
- Eurya celebica Reinw. ex de Vriese
- Eurya cerasifolia (D.Don) Kobuski
- Eurya ceylanica Wight
- Eurya chinensis R.Br.
- Eurya chuekiangensis Hu
- Eurya ciliata Merr.
- Eurya coriacea Merr.
- Eurya crassilimba Hung T.Chang
- Eurya crenatifolia (Yamam.) Kobuski
- Eurya cuneata Kobuski
- Eurya decurrens de Wit
- Eurya dielsiana Kobuski
- Eurya disticha Chun
- Eurya distichophylla F.B.Forbes & Hemsl.
- Eurya domaensis W.R.Barker
- Eurya emarginata (Thunb.) Makino
- Eurya eymae de Wit
- Eurya fangii Rehder
- Eurya finisterrica W.R.Barker
- Eurya fosbergii Whistler
- Eurya fragilis W.R.Barker
- Eurya glaberrima Hayata
- Eurya glabra (Blume) Korth.
- Eurya glandulosa Merr.
- Eurya gnaphalocarpa Hayata
- Eurya gracilipes Kobuski
- Eurya greenmaniana Kobuski
- Eurya greenwoodii Kobuski
- Eurya groffii Merr.
- Eurya gungshanensis Hu & L.K.Ling
- Eurya hainanensis (Kobuski) Hung T.Chang
- Eurya handel-mazzettii Hung T.Chang
- Eurya hebbemensis Kobuski
- Eurya hebeclados Ling
- Eurya hellwigii Lauterb.
- Eurya henryi Hemsl.
- Eurya hupehensis P.S.Hsu
- Eurya idenburgiensis Kobuski
- Eurya impressinervis Kobuski
- Eurya inaequalis P.S.Hsu
- Eurya japonica Thunb.
- Eurya jintungensis P.T.Li
- Eurya kerigomnica W.R.Barker
- Eurya kuboriensis W.R.Barker
- Eurya kueichouensis Hu & L.K.Ling
- Eurya lanciformis Kobuski
- Eurya laotica Gagnep.
- Eurya leptanta Diels
- Eurya leptophylla Hayata
- Eurya longisepala Kobuski
- Eurya loquaiana Dunn
- Eurya luchunensis J.H.Wang & H.Wang
- Eurya lunglingensis Hu & L.K.Ling
- Eurya macartneyi Champ.
- Eurya magniflora P.Y.Mao & P.X.He
- Eurya makuanica C.X.Ye & X.G.Shi
- Eurya marlipoensis Hu
- Eurya megatrichocarpa Hung T.Chang
- Eurya meizophylla (Diels) Kobuski
- Eurya merrilliana Kobuski
- Eurya metcalfiana Kobuski
- Eurya montis-wilhelmii W.R.Barker
- Eurya muricata Dunn
- Eurya nitida Korth.
- Eurya obliquifolia Hemsl.
- Eurya obovata (Blume) Korth.
- Eurya obtusifolia Hung T.Chang
- Eurya osimensis Masam.
- Eurya ovatifolia Hung T.Chang
- Eurya oxysepala Diels
- Eurya pahangensis Kobuski
- Eurya paratetragonoclada Hu
- Eurya patentipila Chun
- Eurya pentagyna Hung T.Chang
- Eurya pentastyla Kobuski
- Eurya perryana Kobuski
- Eurya perserrata Kobuski
- Eurya persicifolia Gagnep.
- Eurya phaeosticta C.X.Ye & X.G.Shi
- Eurya phyllopoda (Diels) Kobuski
- Eurya pickeringii A.Gray
- Eurya pilosa C.X.Ye & X.G.Shi
- Eurya pittosporifolia Hu
- Eurya platyptera W.R.Barker
- Eurya pluriflora Kobuski
- Eurya polygama W.R.Barker
- Eurya polyneura Chun
- Eurya prunifolia P.S.Hsu
- Eurya pseudocerasifera Kobuski
- Eurya pullenii Hoogland
- Eurya pyracanthifolia P.S.Hsu
- Eurya quinquelocularis Kobuski
- Eurya reflexa W.R.Barker
- Eurya rehderiana Kobuski
- Eurya rengechiensis Yamam.
- Eurya richii A.Gray
- Eurya rigida Choisy
- Eurya roemeri Lauterb.
- Eurya rubiginosa Hung T.Chang
- Eurya rugosa Hu
- Eurya ryozoana Hatus.
- Eurya sakishimensis Hatus.
- Eurya sandwicensis A.Gray
- Eurya saxicola Hung T.Chang
- Eurya semiserrulata Hung T.Chang
- Eurya septata Chi C.Wu, Z.F.Hsu & C.H.Tsou
- Eurya shaolinchiensis S.S.Ying
- Eurya spiralis W.R.Barker
- Eurya steenisii de Wit
- Eurya stenophylla Merr.
- Eurya strigillosa Hayata
- Eurya subcordata P.T.Li
- Eurya subintegra Kobuski
- Eurya taitungensis C.E.Chang
- Eurya taronensis P.T.Li
- Eurya ternatana Miq.
- Eurya tetragonoclada Merr. & Chun
- Eurya tigang K.Schum. & Lauterb.
- Eurya tonkinensis Gagnep.
- Eurya trichocarpa Korth.
- Eurya tsaii Hung T.Chang
- Eurya tsingpienensis Hu
- Eurya turfosa Gagnep.
- Eurya urophylla Kobuski
- Eurya velutina Chun
- Eurya vestita de Wit
- Eurya vitiensis A.Gray
- Eurya wardii Kobuski
- Eurya weissiae Chun
- Eurya wenshanensis Hu & L.K.Ling
- Eurya wuliangshanensis T.L.Ming
- Eurya yaeyamensis Masam.
- Eurya yakushimensis (Makino) Makino
- Eurya yunnanensis P.S.Hsu
- Eurya zigzag Masam.